# Fabian Rießle
Fabian Rießle (Friburgo, 18 de diciembre de 1990) es un deportista alemán que compite en esquí en la modalidad de combinada nórdica. 
Participó en dos Juegos Olímpicos de Invierno, obteniendo en total cuatro medallas:  dos en Sochi 2014, plata en la prueba por equipo (junto con Eric Frenzel, Björn Kircheisen y Johannes Rydzek) y bronce en el trampolín grande + 10 km, y dos medallas en Pyeongchang 2018, oro en la prueba por equipo (con Vinzenz Geiger, Eric Frenzel y Johannes Rydzek) y plata en el trampolín grande + 10 km.
Ganó seis medallas en el Campeonato Mundial de Esquí Nórdico entre los años 2015 y 2021.

## Palmarés internacional
| Juegos Olímpicos   | Juegos Olímpicos            | Juegos Olímpicos  | Juegos Olímpicos           |
| Año                | Lugar                       | Medalla           | Prueba                     |
| ------------------ | --------------------------- | ----------------- | -------------------------- |
| 2014               | Sochi (Rusia)               | Medalla de plata  | TG + 4 × 5 km por equipo   |
| 2014               | Sochi (Rusia)               | Medalla de bronce | TG + 10 km individual      |
| 2018               | Pyeongchang (Corea del Sur) | Medalla de oro    | TG + 4 × 5 km por equipo   |
| 2018               | Pyeongchang (Corea del Sur) | Medalla de plata  | TG + 10 km individual      |
| Campeonato Mundial |                             |                   |                            |
| Año                | Lugar                       | Medalla           | Prueba                     |
| 2015               | Falun (Suecia)              | Medalla de oro    | TN + 4 × 5 km por equipo   |
| 2017               | Lahti (Finlandia)           | Medalla de oro    | TN + 4 × 5 km por equipo   |
| 2019               | Seefeld (Austria)           | Medalla de oro    | TG + 2 × 7,5 km por equipo |
| 2019               | Seefeld (Austria)           | Medalla de plata  | TN + 4 × 5 km por equipo   |
| 2021               | Oberstdorf (Alemania)       | Medalla de plata  | TN + 4 × 5 km por equipo   |
| 2021               | Oberstdorf (Alemania)       | Medalla de bronce | TG + 2 × 7,5 km por equipo |